# Roberto Porfírio Maximiano Rodrigo
Roberto Porfírio Maximiano Rodrigo (sinh ngày 28 tháng 11 năm 1988 ở Porto), hay đơn giản Roberto, là một cầu thủ bóng đá người Bồ Đào Nha thi đấu ở vị trí tiền đạo cho F.C. Arouca cho mượn từ câu lạc bộ Ý U.S. Salernitana 1919.

## Danh hiệu
Moreirense
- Cúp Liên đoàn bóng đá Bồ Đào Nha: 2016–17